# Saxvattnet, Ångermanland
Saxvattnet är en sjö i Sollefteå kommun i Ångermanland och ingår i Ångermanälvens huvudavrinningsområde. Sjön har en area på 0,914 kvadratkilometer och ligger 228 meter över havet.

## Delavrinningsområde
Saxvattnet ingår i det delavrinningsområde (705910-156716) som SMHI kallar för Inloppet i Ottersjön. Medelhöjden är 248 meter över havet och ytan är 16,79 kvadratkilometer. Räknas de 28 avrinningsområdena uppströms in blir den ackumulerade arean 299,52 kvadratkilometer. Uman (Juvanån) som avvattnar avrinningsområdet har biflödesordning 2, vilket innebär att vattnet flödar genom totalt 2 vattendrag innan det når havet efter 144 kilometer. Avrinningsområdet består mestadels av skog (67 procent) och sankmarker (23 procent). Avrinningsområdet har 0,91 kvadratkilometer vattenytor vilket ger det en sjöprocent på 5,4 procent.